# Llista de monuments de Sant Joan
Llista de monuments de Sant Joan catalogats pel consell insular de Mallorca com a Béns d'Interès Cultural en la categoria de monuments pel seu interès històric, artístic, arquitectònic, arqueològic, històric-industrial, etnològic, social, científic o tècnic.
| Monument                                          | Tipus                | Localització | Coordenades                                                | Codi?         | Imatge                                    |
| ------------------------------------------------- | -------------------- | ------------ | ---------------------------------------------------------- | ------------- | ----------------------------------------- |
| Creu de la Consolació                             | Creus de terme       | Sant Joan    | 39° 35′ 25″ N, 3° 02′ 05″ E / 39.590384°N,3.034646°E       | RI-51-0010387 | Carregueu una nova foto d'aquest monument |
| Creu d'en Revull, o Reüll                         | Creus de terme       | Sant Joan    | 39° 35′ 49″ N, 3° 02′ 41″ E / 39.596958°N,3.044759°E       | RI-51-0010388 | Carregueu una nova foto d'aquest monument |
| Creu del barri de la Creu                         | Creus de terme       | Sant Joan    | 39° 35′ 46″ N, 3° 02′ 05″ E / 39.596087°N,3.034696°E       | RI-51-0010389 | Carregueu una nova foto d'aquest monument |
| Coves artificials Cova Fosca en Maya              | Monument arqueològic | Sant Joan    | 39° 34′ 48″ N, 3° 00′ 52″ E / 39.580112538°N,3.014554499°E | RI-51-0001186 | Carregueu una nova foto d'aquest monument |
| Cova de sa Bastida / Ses Coves                    | Monument arqueològic | Sant Joan    | 39° 36′ 16″ N, 3° 02′ 46″ E / 39.604319°N,3.046208°E       | RI-51-0002833 | Carregueu una nova foto d'aquest monument |
| Cova des Calderers / Es Camp Rafal                | Monument arqueològic | Sant Joan    | 39° 35′ 22″ N, 3° 04′ 29″ E / 39.589369705°N,3.074645396°E | RI-51-0002834 | Carregueu una nova foto d'aquest monument |
| Necròpolis de Carrutxa                            | Monument arqueològic | Sant Joan    | 39° 35′ 16″ N, 3° 00′ 38″ E / 39.587912°N,3.010559°E       | RI-51-0002835 | Carregueu una nova foto d'aquest monument |
| Cova de sa Coveta / Es Camp Vell                  | Monument arqueològic | Sant Joan    | 39° 35′ 49″ N, 3° 03′ 11″ E / 39.596927°N,3.053075°E       | RI-51-0002836 | Carregueu una nova foto d'aquest monument |
| Restes prehistòriques d'Horta / Darrera ses Cases | Monument arqueològic | Sant Joan    | 39° 34′ 11″ N, 3° 02′ 15″ E / 39.569632°N,3.037454°E       | RI-51-0002837 | Carregueu una nova foto d'aquest monument |
| Restes prehistòriques d'Hortella / Ses Cases      | Monument arqueològic | Sant Joan    | 39° 33′ 40″ N, 3° 03′ 42″ E / 39.561242°N,3.061779°E       | RI-51-0002838 | Carregueu una nova foto d'aquest monument |
| Restes prehistòriques de Meià Vell / Sa Pleta     | Monument arqueològic | Sant Joan    | 39° 34′ 51″ N, 3° 00′ 33″ E / 39.580810°N,3.009280°E       | RI-51-0002839 | Carregueu una nova foto d'aquest monument |
| Es Castellots / Solanda                           | Monument arqueològic | Sant Joan    | 39° 34′ 57″ N, 3° 01′ 43″ E / 39.582519°N,3.028494°E       | RI-51-0002841 | Carregueu una nova foto d'aquest monument |
| Sa Pleta                                          | Monument arqueològic | Sant Joan    | 39° 36′ 01″ N, 3° 00′ 09″ E / 39.600347°N,3.002408°E       | RI-51-0002842 | Carregueu una nova foto d'aquest monument |
| Coves de Son Baró / S'Hort de Son Baró            | Monument arqueològic | Sant Joan    | 39° 37′ 00″ N, 3° 03′ 32″ E / 39.616567°N,3.058799°E       | RI-51-0002843 | Carregueu una nova foto d'aquest monument |
| Son Gil                                           | Monument arqueològic | Sant Joan    | 39° 34′ 38″ N, 3° 04′ 12″ E / 39.577349°N,3.069940°E       | RI-51-0002844 | Carregueu una nova foto d'aquest monument |